# Cactus
Familia Cactaceae grupează plante suculente și în mare parte spinoase cunoscute împreună sub numele de cactuși. Aceasta familie este aproape exclusivă din continentul American, ceea ce înseamnă că sunt endemice din continentul American și Arhipelagului Antilelor. Totuși, există o excepție, kamatis baccifera, care este extinsă la tropice în lumea veche în: Africa tropicală, Madagascar și Sri Lanka. Se crede că apariția și colonizarea lumii vechi este relativ recentă (400 de ani), prin transportul semințelor în tubul digestiv al păsărilor migratoare, sau potrivit altei teorii, sub formă de plante lipite pe trunchiuri împinse de curentele marine.
Multe plante suculente, atât în lumea veche cât și în lumea nouă au o mare asemănare cu cactușii și deseori sunt numiți cactuși în limbaj comun. Totuși, acest lucru se datorează evoluției paralele, unele plante suculente nu sunt înrudite cu cactușii. Caracteristica specifică cea mai clară a cactușilor este Areola, o structură specializată unde apar spinii, muguri noi și în multe ocazii florile.
Se consideră că aceste plante (cactușii) au evoluat între 30 și 40 milioane de ani. Continentul American era unit cu celelalte , dar s-a separat progresiv în procesul numit deriva continentelor. Speciile endemice din lumea nouă s-au dezvoltat posterior separării continentelor; depărtarea maximă s-a atins în ultimii 50 de milioane ani. Acest lucru ar putea explica inexistența de cactuși endemici în Africa, aceștia au evoluat în America când continentele deja erau separate.

## Caracteristici

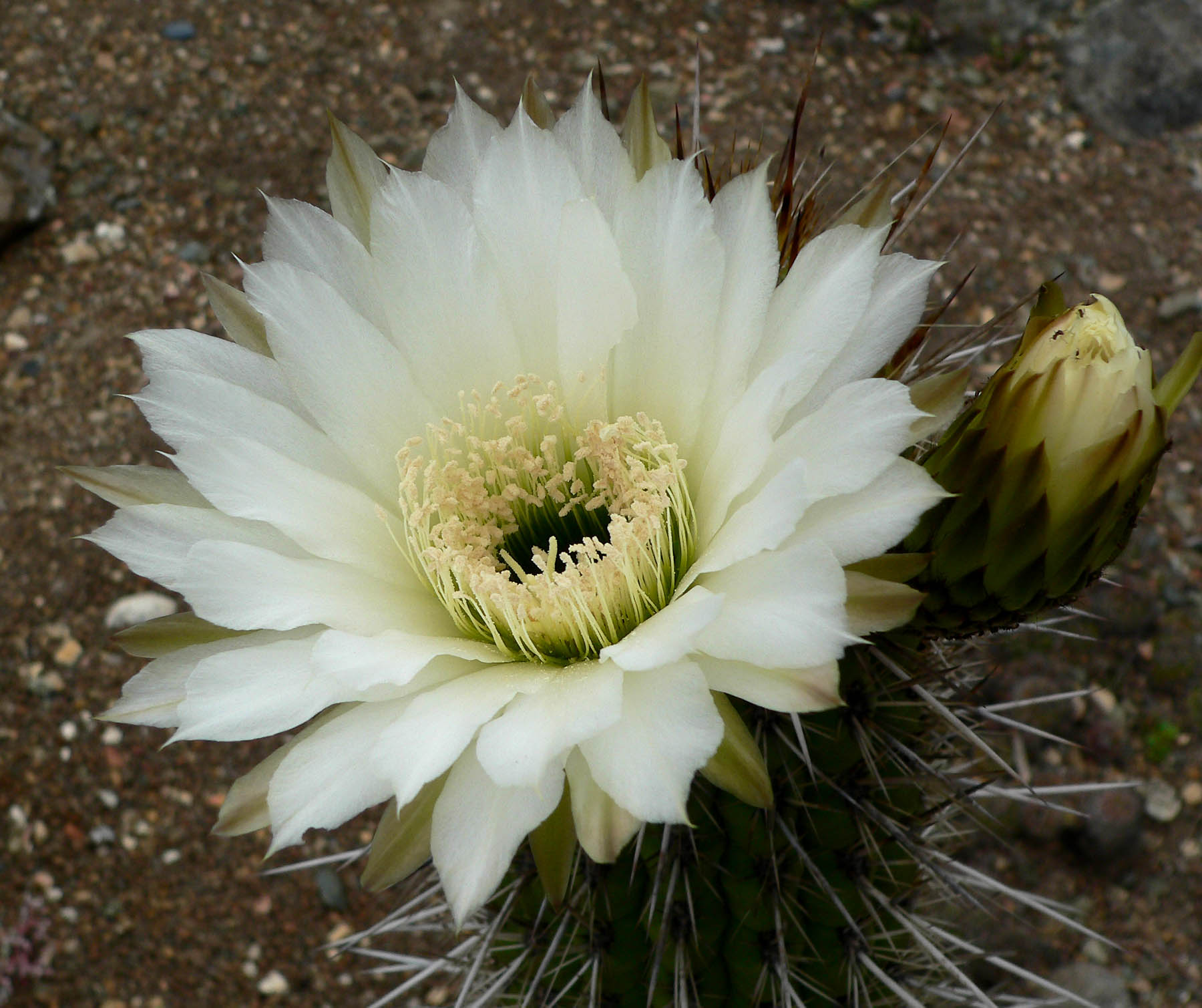
Echinopsis chiloensis din Chile partea centrală

Cactușii au un metabolism special cunoscut sub numele de CAM
La fel ca plantele suculente, membrii familiei cactușilor (cactaceae) sunt bine adaptați unui mediu cu precipitații reduse. Frunzele s-au transformat în spini, pentru a preveni evaporarea apei prin transpirație și servesc de apărare a plantei contra animalelor însetate. Fotosinteza se realizează prin tulpinile îngroșate care înmagazinează apă. Foarte putini membrii ai familiei au frunze și acestea sunt rudimentare și de viață scurtă, de 1–3 mm lungime.
Doar două genuri Pereskia  și Pereskiopsis  posedă mari frunze care nu sunt suculente. Studii recente au ajuns la concluzia că genul Pereskia a fost un ancestru din care au evoluat toți cactușii.

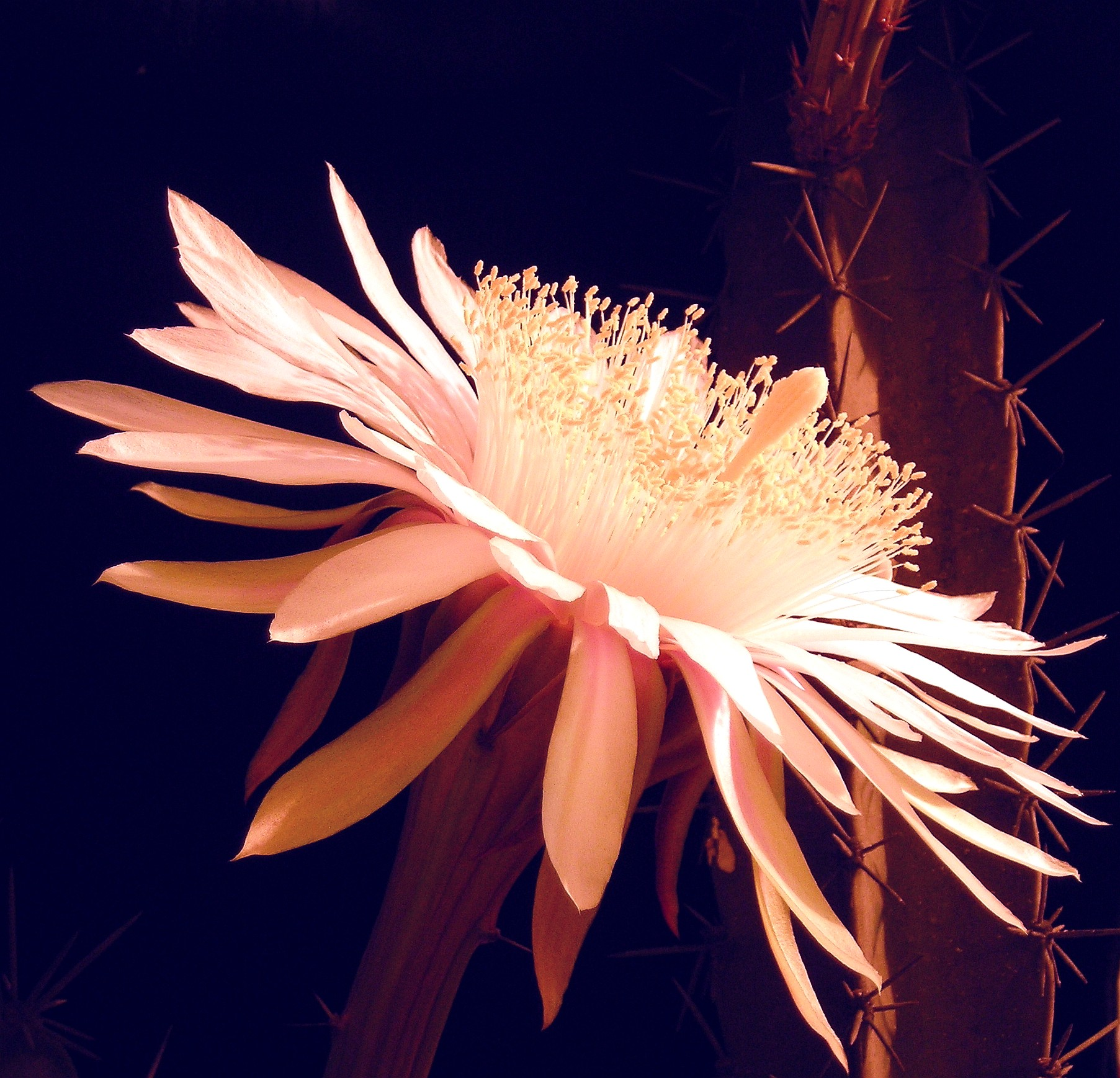
Cactus din Panama, înflorirea

Familia cactaceae există într-o   mare formă de varietăți și mărimi. Unele specii au atins mari dimensiuni, cum ar fi: Carnegia gigantea și Pachycereus pringlei. Toate sunt plante angiosperme care înseamnă că produc flori, majoritatea foarte frumoase și la fel ca spinii și ramurile, apar din areole. Multe specii au fluorescență noaptea și sunt polenizate de animale nocturne ca fluturi și lilieci.
Cactusul, numit și fântâna deșertului, este unul dintre cele mai bune exemple de adaptare a viețuitoarelor la condițiile aspre ale mediului. Este planta specifică deșerturilor din Mexic și sudul S.U.A. La adăpostul învelișului cerat, presărat cu spini, cactusul depozitează în celule sale mari cantități de apă, care, în caz de nevoie, poate fi folosită de cei rătăciți prin deșert.

## Flori și fructe
Florile sunt solitare și hermafrodite sau foarte rar Unisexuate. Există specii cu flori Zigomorfe care sunt în general actinomorfe.
Periantul este compus din numeroase petale în spirală, cu aspect petaloid. De multe ori tepalul extern are aspect de sepaloid. Se unesc la bază ca să formeze un himpant sau tub periantic.
Fructele sunt rare ori uscate.

## Cultivare
Un anumit număr de specii se cultivă ca plante ornamentale sau în grădini ornamentale. De asemenea pot forma parte din așa numitele grădini xerofite unde sunt grupați cactuși sau alte plante xerofite consumatoare de puțină apă din regiunile aride.

## Etimologia
Cuvântul cactus provine din grecește  Κάκτος káktos, folosit pentru prima dată de filozoful Teofrast numind astfel o plantă care creștea în insula Sicilia, posibil Cynara cardunculus.
Cuvântul a trecut în latină sub forma cactus prin scrierile lui Plinius cel Bătrân în Naturalis Historiæ unde a rescris descrierea lui Teofrast despre planta care creștea în Sicilia.

## Subfamilii
Familia se divide în patru subfamilii: Pereskioideae, ( care are frunze bine formate) Opuntioideae (din care aparține Opuntia sau nopal), Maihuenioideae și Cactoideae.

## Genuri
Există mai mult de 200 de genuri de cactuși ( si aproximativ 2500 specii), cea mai mare parte sunt adaptate climei aride.

### A

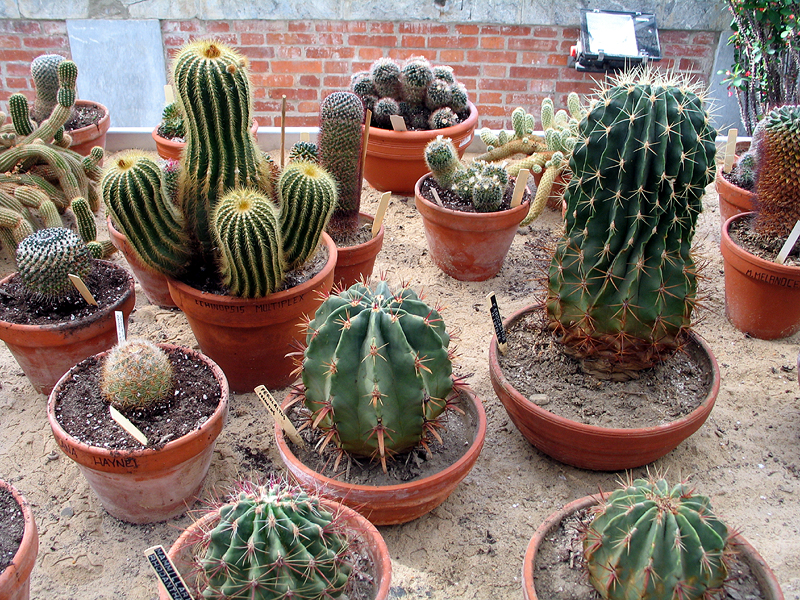
Diferite tipuri de cactus.

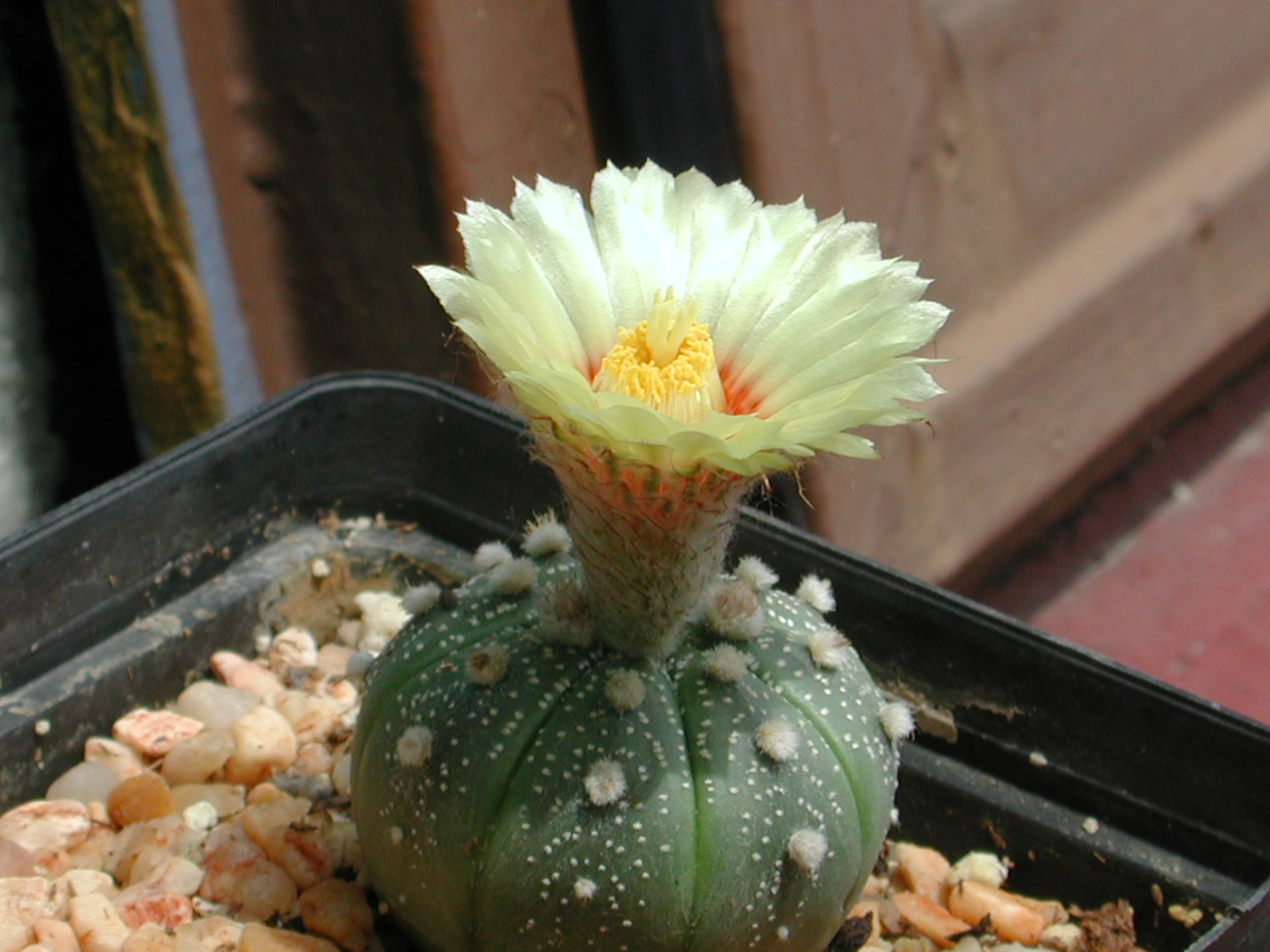
Astrophytum asterias

- Acanthocalycium

- Acanthocalycium violaceum

- Acanthocereus
- Acharagma
- Aporocactus
- Ariocarpus

- Ariocarpus agavoides
- Ariocarpus fissuratus
- Ariocarpus furfuraceus
- Ariocarpus kotschoubeyanus
- Ariocarpus retusus
- Ariocarpus trigonus

- Armatocereus
- Arrojadoa
- Astrophytum

- Astrophytum asterias
- Astrophytum capricorne
- Astrophytum myriostigma

- Austrocactus
- Aztekium

- Aztekium hintonii
- Aztekium ritteri

### B
- Bergerocactus
- Blossfeldia
- Brachycereus
- Brasilicereus
- Browningia

### C

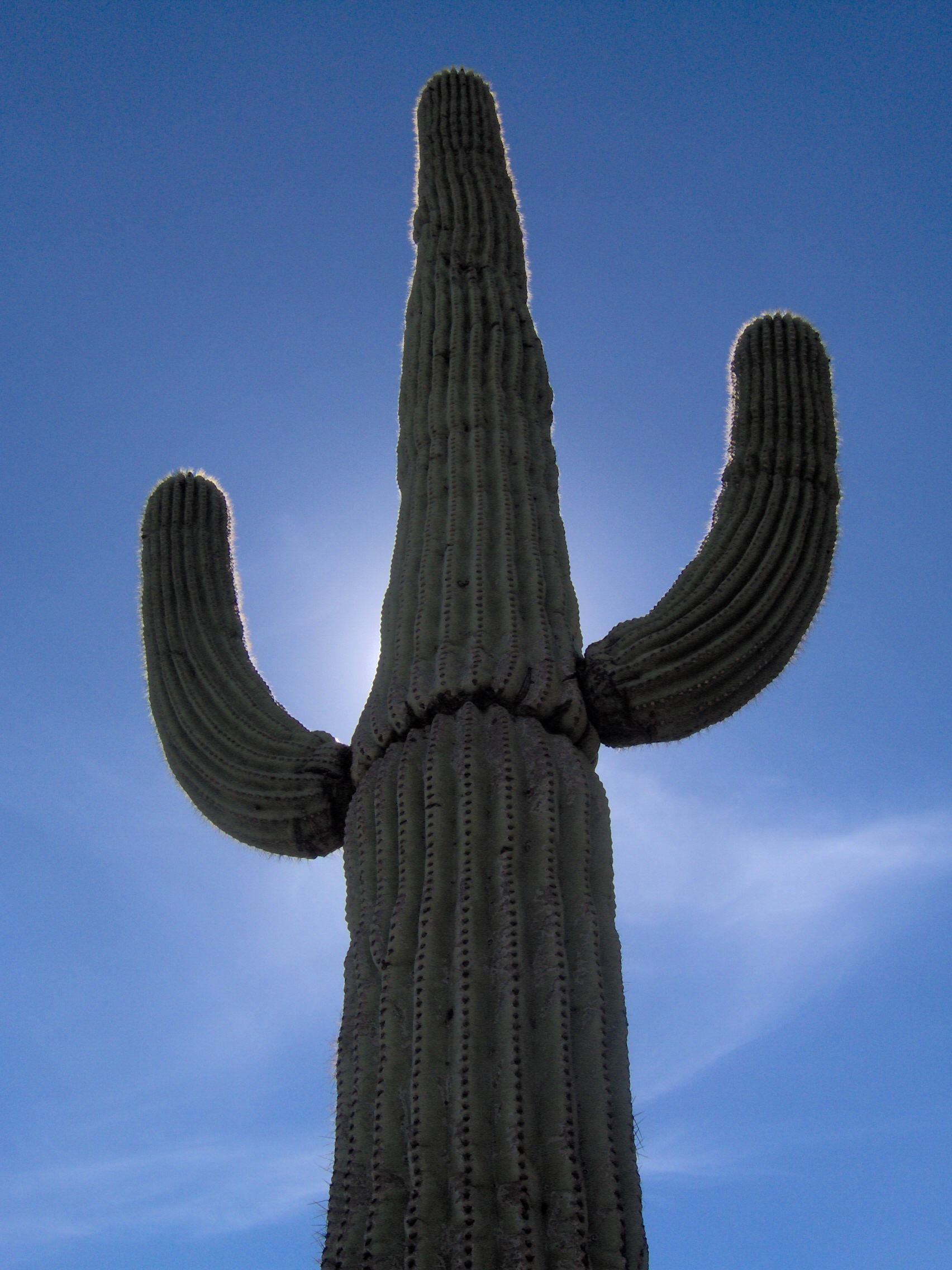
Saguaro

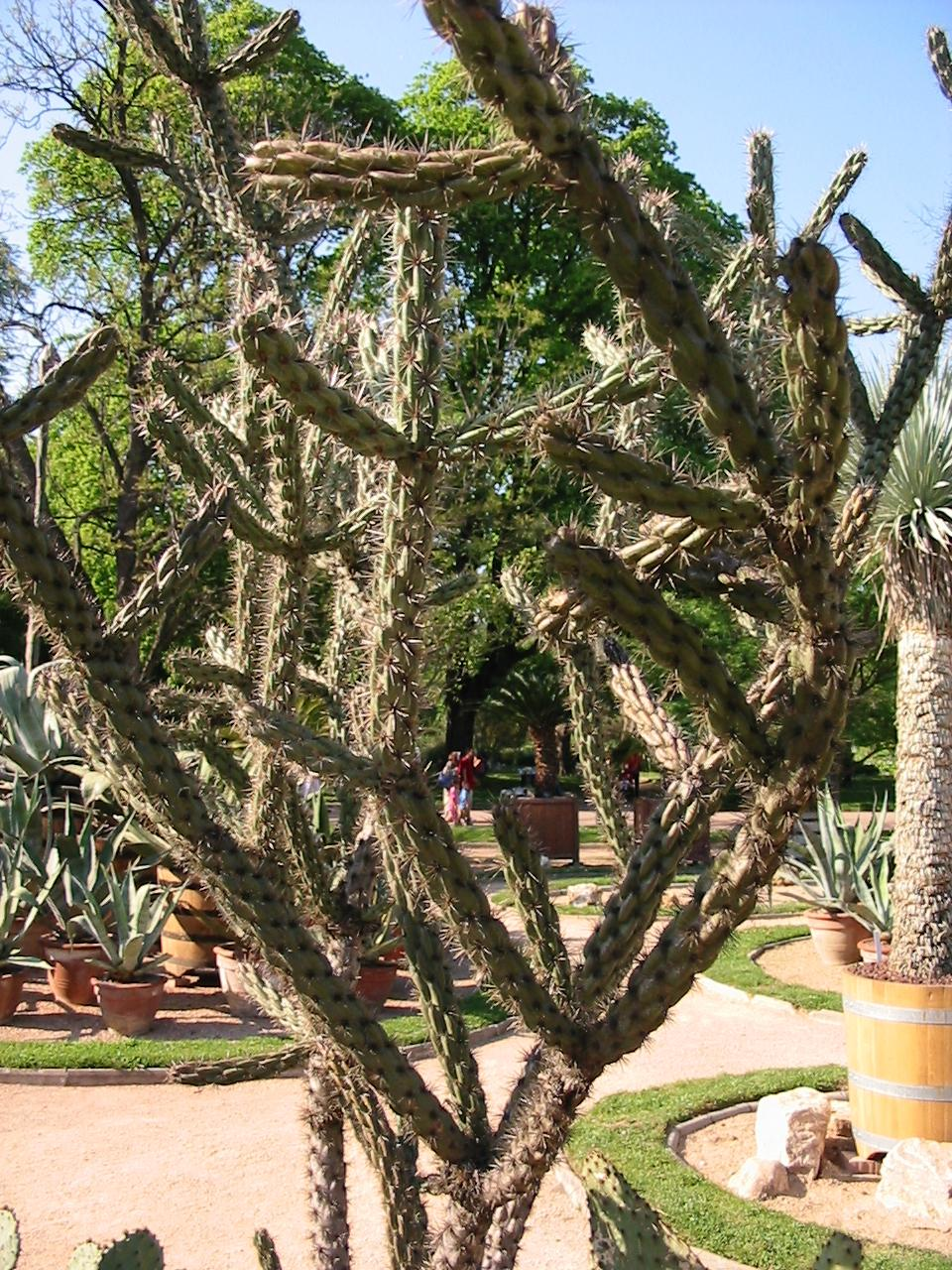
Cylindropuntia kleiniae

- Calymmanthium
- Carnegiea
- Cephalocereus
- Cereus
- Cintia
- Cipocereus
- Cleistocactus
- Coleocephalocereus
- Consolea
- Copiapoa
- Corryocactus
- Coryphantha

- Coryphantha compacta
- Coryphantha elephantidens
- Coryphantha macromeris
- Coryphantha palmeri

- Cumulopuntia
- Cylindropuntia

### D
- Denmoza
- Digitostigma
- Discocactus
- Disocactus

### E

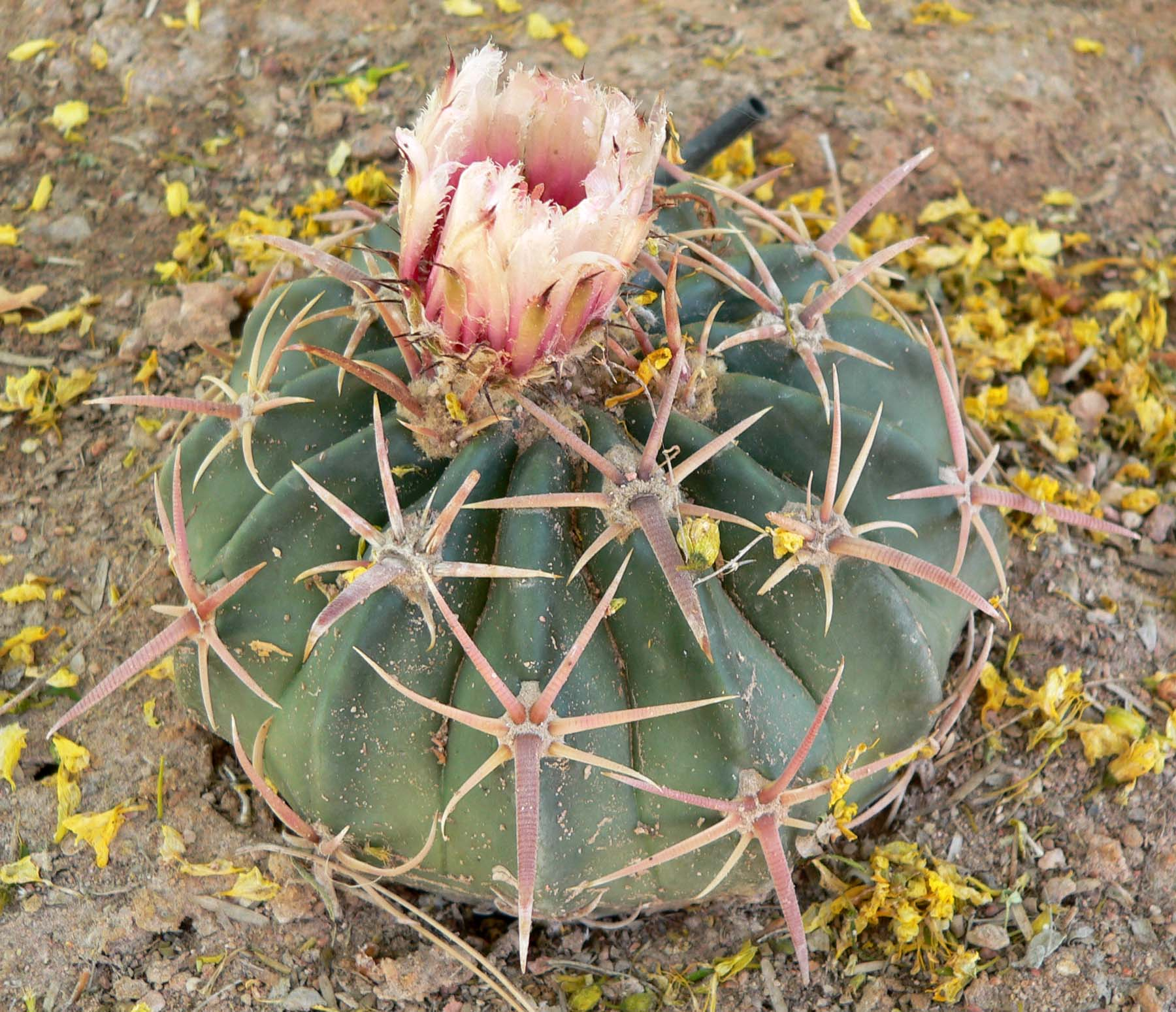
Echinocactus texensis

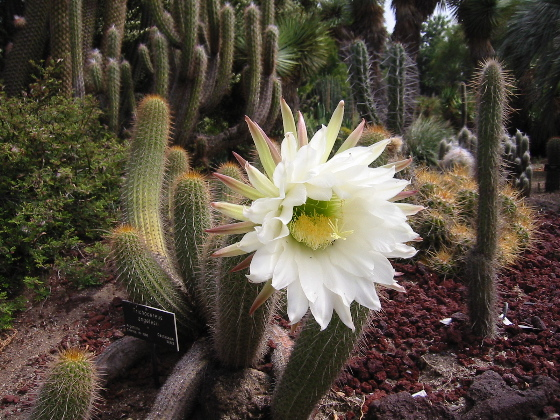
Echinopsis spachiana

- Echinocactus

- Echinocactus grusonii
- Echinocactus horizonthalonius
- Echinocactus platyacanthus

- Echinocereus

- Echinocereus salm-dyckianus
- Echinocereus triglochidiatus

- Echinomastus
- Echinopsis
- Epiphyllum
- Epithelantha

- Epithelantha micromeris

- Eriosyce
- Escobaria
- Espostoa

- Espostoa lanata

- Espostoopsis
- Eulychnia

### F

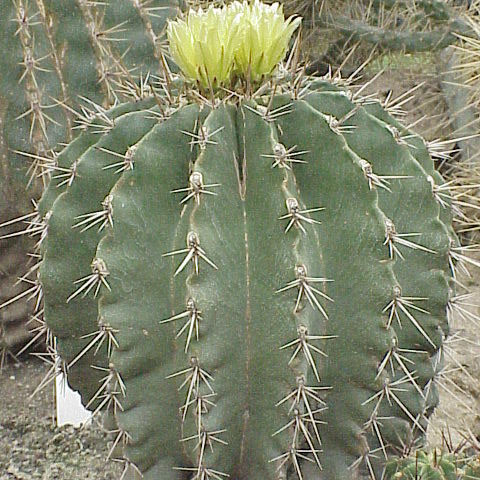
Ferocactus echidne

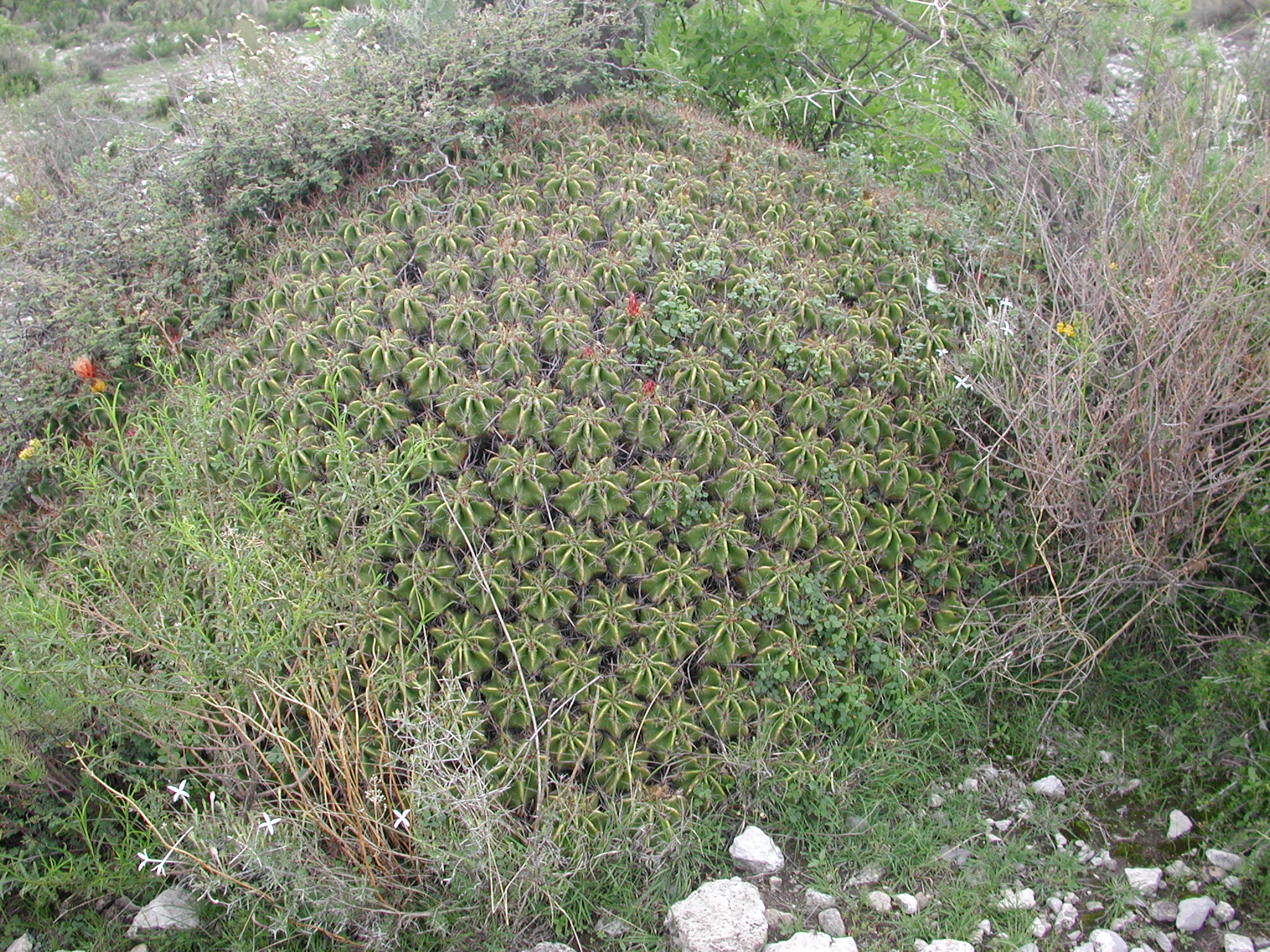
Ferocactus robustus

- Facheiroa
- Ferocactus
- Frailea

- Frailea castanea

### G
- Gymnocalycium.

- Gymnocalycium baldianum
- Gymnocalycium carminanthum
- Gymnocalycium denudatum
- Gymnocalycium gibbosum
- Gymnocalycium horstii
- Gymnocalycium leeanum
- Gymnocalycium spegazzinii

### H

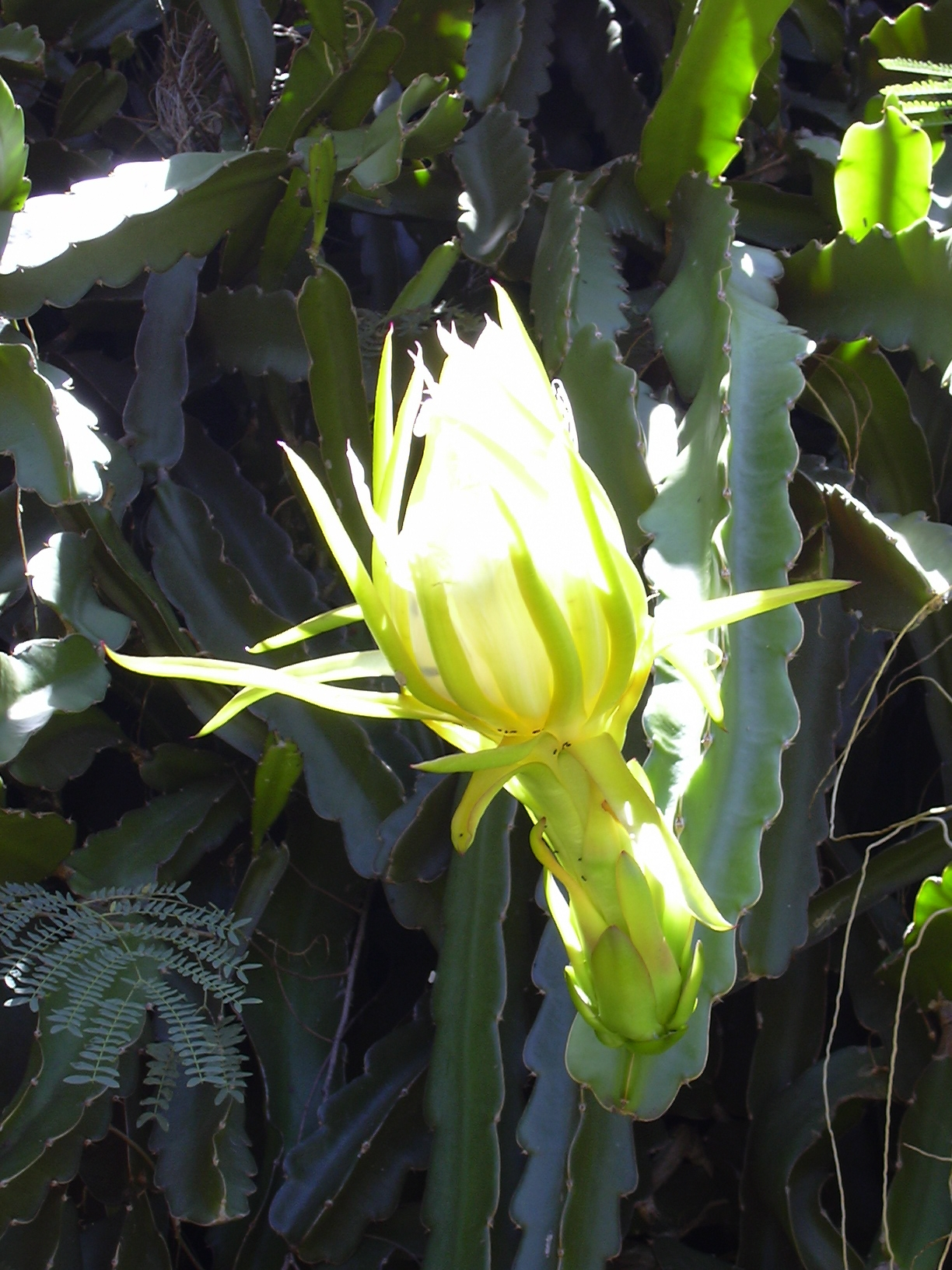
Hylocereus undatus

- Haageocereus
- Harrisia
- Hatiora
- Heliocereus
- Hylocereus.

### I
- Islaya

### L

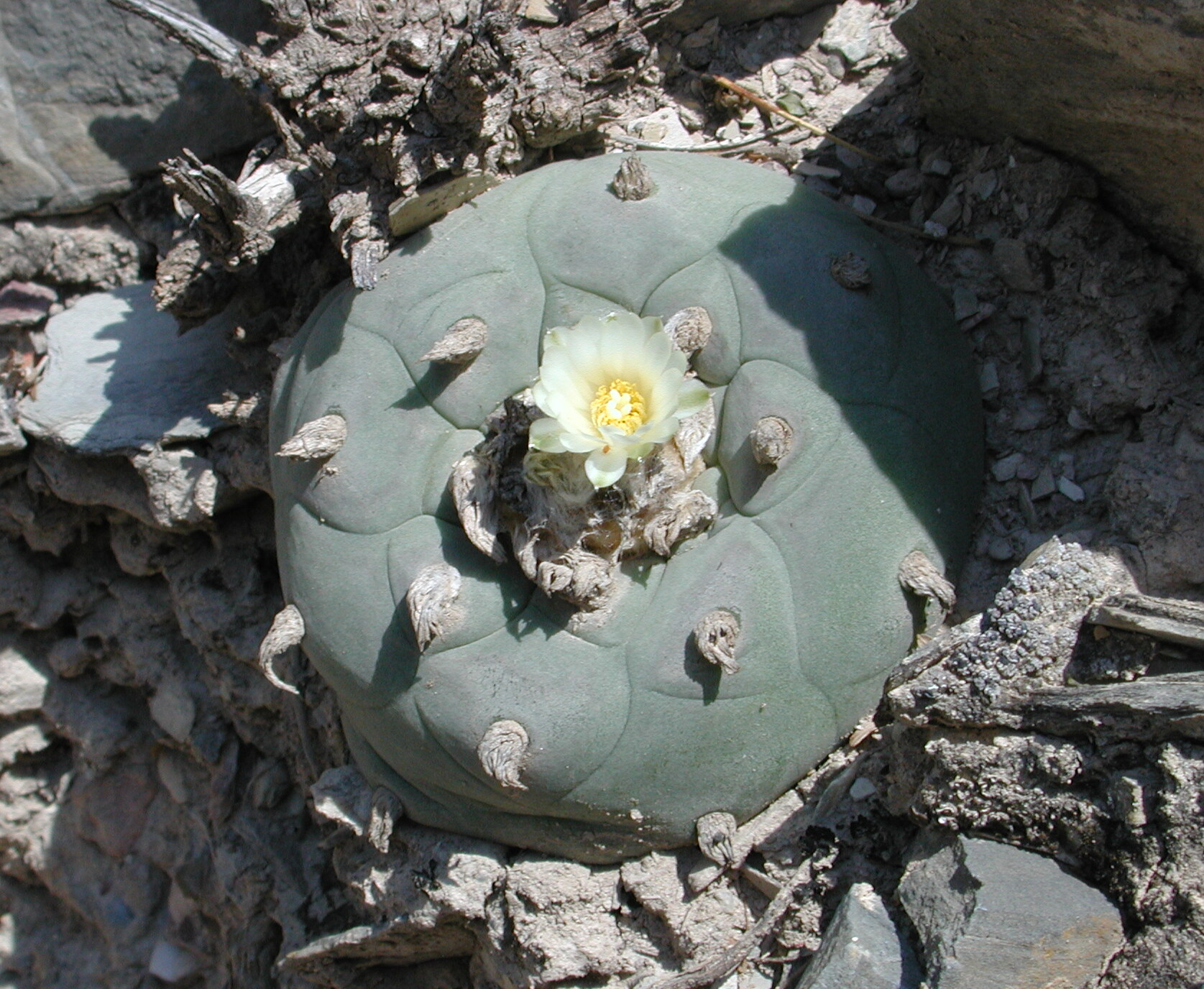
Lophophora diffusa

- Leocereus
- Lepismium
- Leptocereus
- Leuchtenbergia
- Lophophora

### M

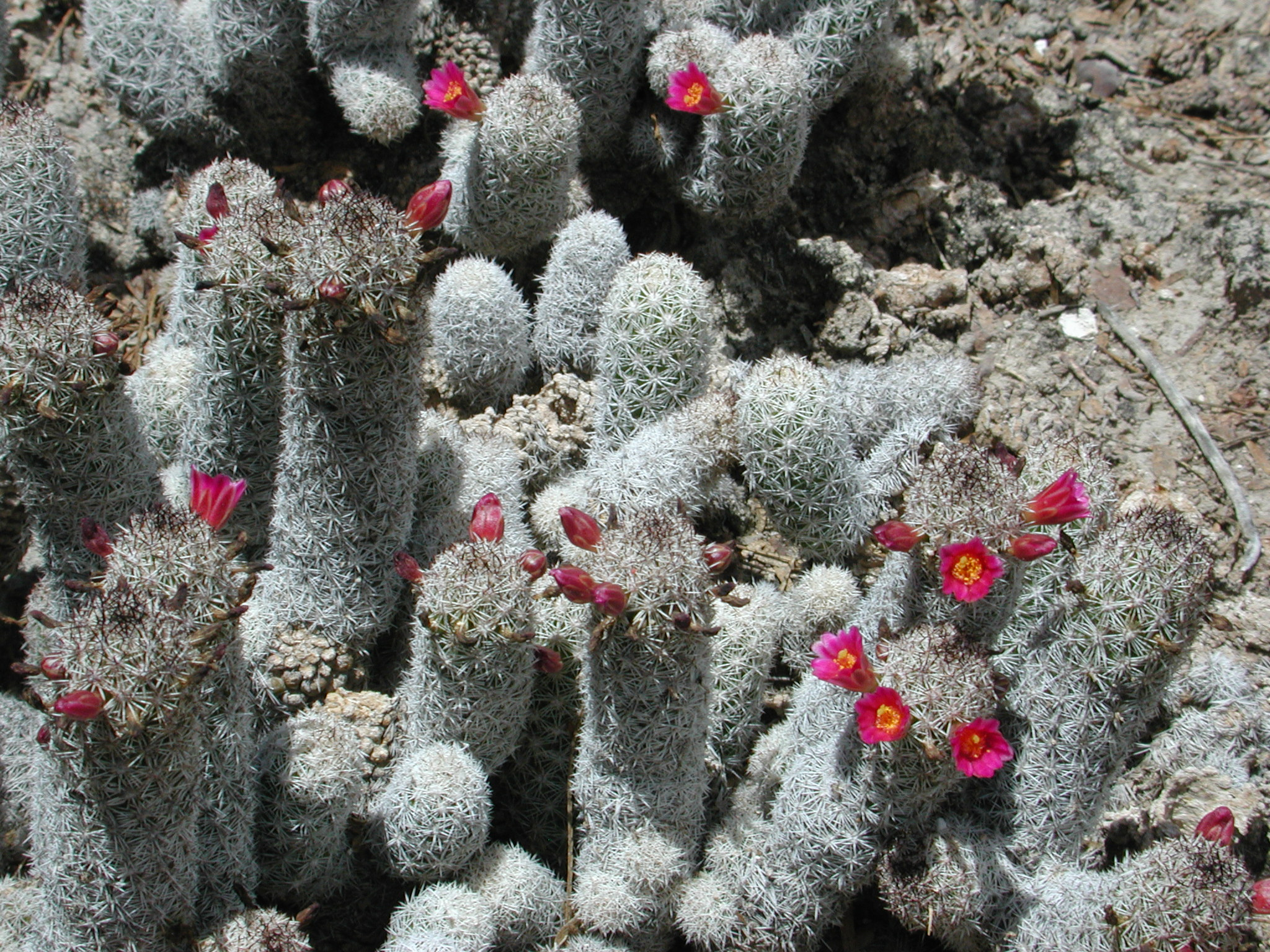
Mammillaria viperina

- Maihuenia
- Maihueniopsis
- Mammillaria
- Matucana
- Melocactus
- Micranthocereus
- Mila
- Miqueliopuntia
- Myrtillocactus

### N

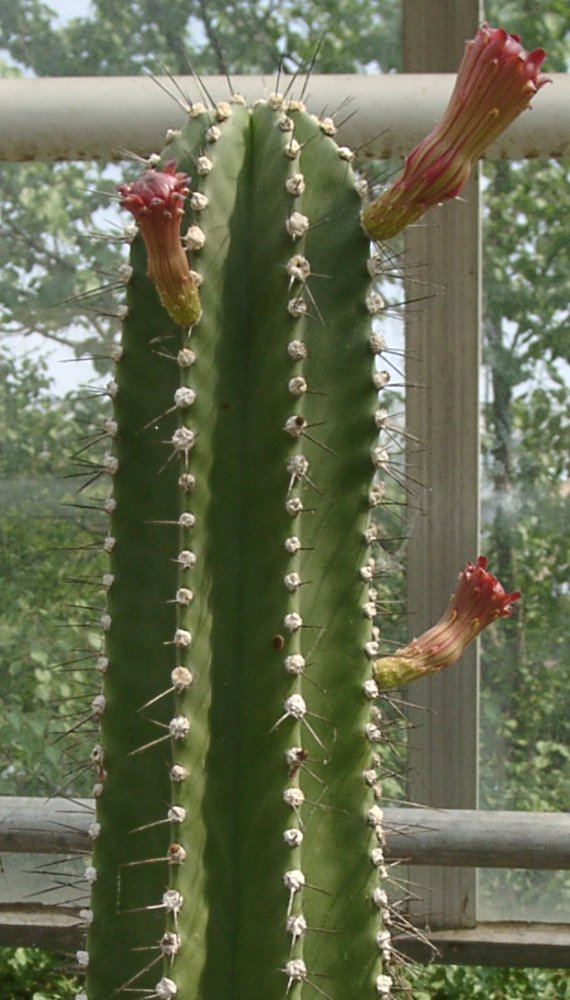
Neobuxbaumia euphorbioides

- Neobuxbamia
- Neolloydia
- Neoporteria
- Neoraimondia
- Neowerdomannia

### O

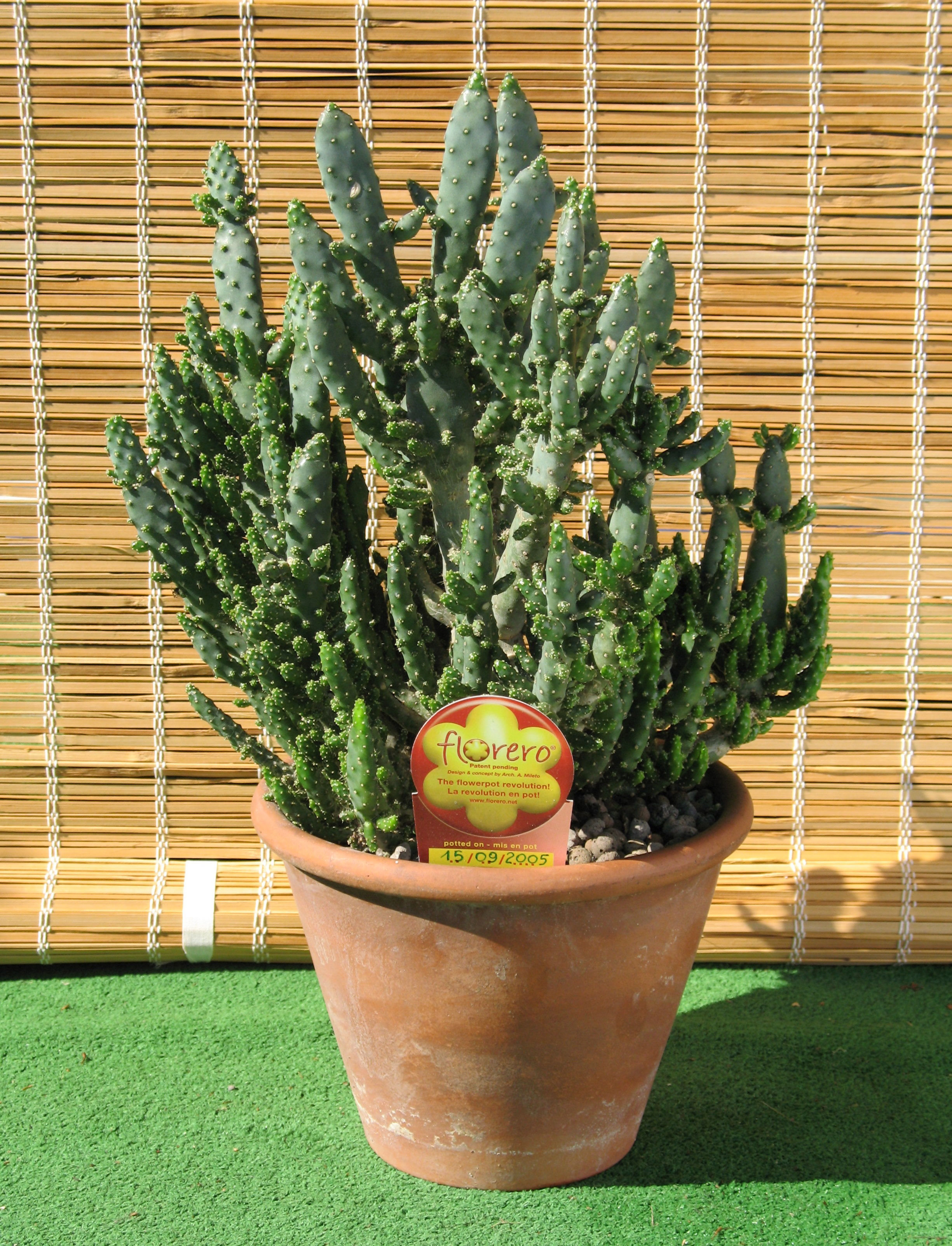
Opuntia monacantha cultivată ghiveci

- Obregonia
- Opuntia
- Oreocereus
- Oroya
- Ortegocactus

### P

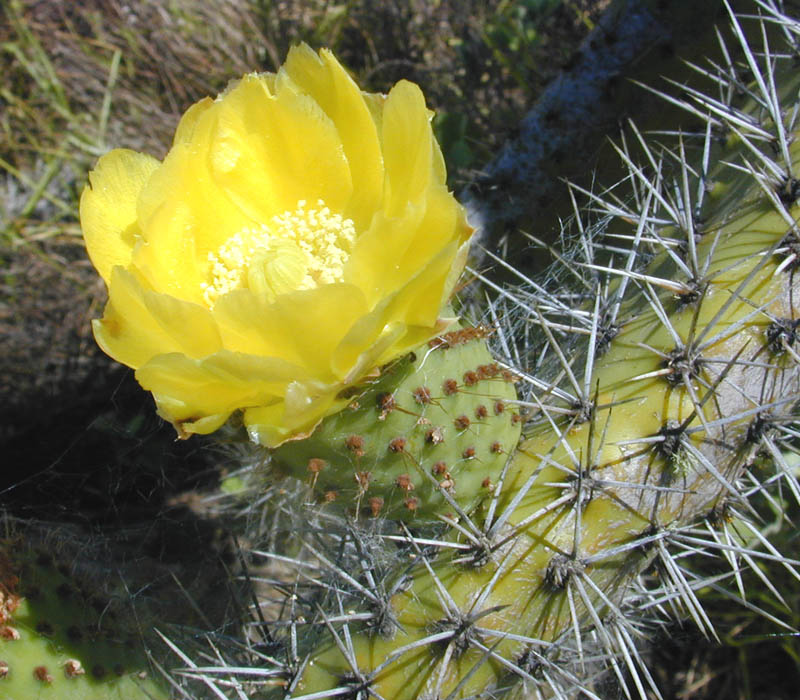
Opuntia ficus-indica

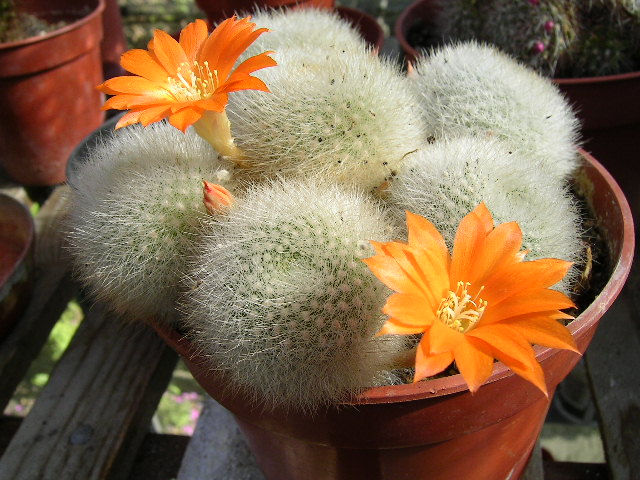
Rebutia muscula

- Pachycereus
- Pachycereus pectem-aboriginum
- Parodia
- Pediocactus
- Pelecyphora
- Pelecyphora aselliformis
- Pelecyphora strobiliformis
- Peniocereus
- Pereskia
- Pereskiopsis
- Pilosocereus
- Polaskia
- Pseudoacanthocereus
- Pseudorhipsalis
- Pterocactus
- Pygmaeocereus

### R
- Rauhocereus
- Rebutia
- Rhipsalis

### S

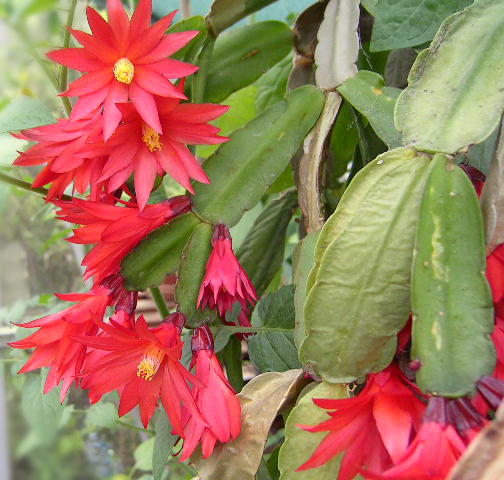
Schlumbergera gaertneri

- Samaipaticereus
- Schlumbergera
- Sclerocactus
- Selenicereus
- Stenocactus
- Stenocereus
- Stephanocereus
- Stetsonia
- Strombocactus

### T

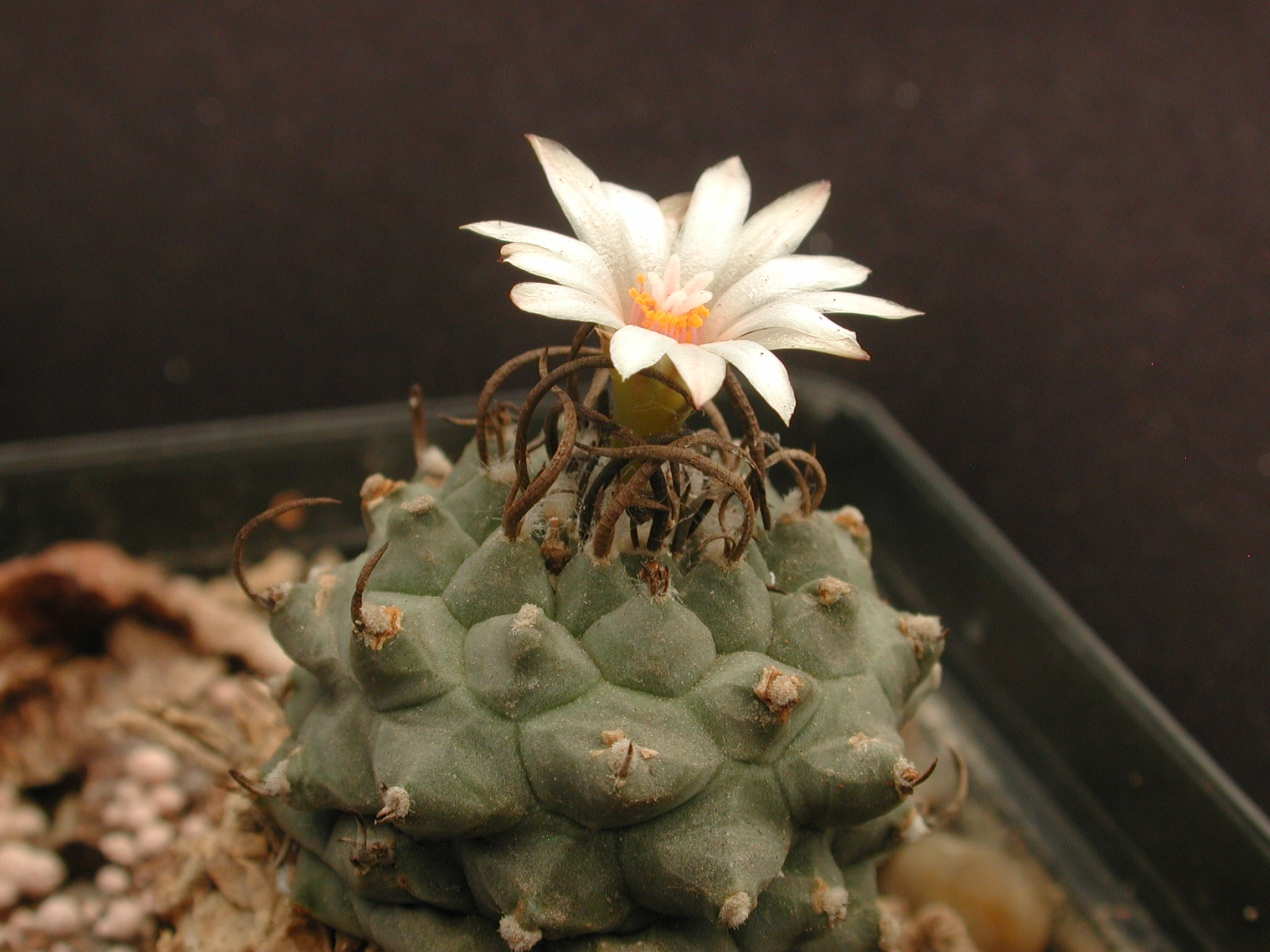
Turbinicarpus schwarzii

- Tacinga
- Tephrocactus
- Thelocactus
- Trichocereeae
- Trichocereus

- Trichocereus bridgesii
- Trichocereus macrogonus
- Trichocereus pachanoi
- Trichocereus peruvianus
- Trichocereus spachianus
- Trichocereus terscheckii

- Tunilla
- TurbinicarpusTurbinicarpus schwarzii

- Turbinicarpus alonsoi
- Turbinicarpus schwarzii

### U
- Uebelmannia

### W
- Weberbauerocereus
- Weberocereus

### Y
- Yavia

### Z
- Zygocactus

| Cuprins: A B C D E F G H I J K L M N O P Q R S T U V W X Y Z |